# 45-я улица (линия Четвёртой авеню, Би-эм-ти)
|   |     |     |     |     |   |
| · | · л | · э | · э | · л | · |

|   |     |     |     |     |   |
| · | · л | · э | · э | · л | · |

«45-я улица» (англ. 45th Street) — станция Нью-Йоркского метрополитена, расположенная на линии Четвёртой авеню, Би-эм-ти. Станция находится в Бруклине, в округе Сансет-Парк, на пересечении 45-й улицы с 4-й авеню. На станции останавливаются маршруты: N (ночью), R (круглосуточно) и W (часть рейсов в часы пик в пиковом направлении). Станцию проходит без остановки маршрут N (круглосуточно, кроме ночи).
Станция представлена двумя боковыми платформами, расположенными на четырёхпутном участке линии. Платформы несколько смещены друг относительно друга, западная платформа (на Манхэттен) расположена севернее. Станция была реконструирована в конце 1970-х годов. В ходе этой реконструкции платформы были удлинены. В ходе той же реконструкции были проведены косметические работы. Станция отделана мозаикой.
Станция имеет единственный выход, расположенный с южного конца платформ. Турникетный павильон расположен в мезонине над платформами, куда с последних ведёт по одной лестнице. Расположение турникетов позволяет бесплатно перейти между платформами. Выход приводит к северным углам перекрёстка 45-й улицы с 4-й авеню. Западная платформа (на Bay Ridge) раньше имела ещё один выход — к 44-й улице, об этом говорит закрытый проход и некоторые знаки на указателях.